# Pettalus cimiciformis
Espèce
Synonymes
- Cyphophthalmus cimiciformis Pickard-Cambridge, 1875

Pettalus cimiciformis est une espèce d'opilions cyphophthalmes de la famille des Pettalidae.

## Distribution
Cette espèce est endémique du Sri Lanka.

## Systématique et taxinomie
Cette espèce a été décrite sous le protonyme Cyphophthalmus cimiciformis par Pickard-Cambridge en 1875. Elle est placée dans le genre Pettalus par Thorel en 1876.

## Publication originale
- Pickard-Cambridge, 1875 : « On three new and curious forms of Arachnida. » The Annals and Magazine of Natural History, sér. 4, vol. 16, p. 383–390 (texte intégral).